# 논산 쌍계사 부도
쌍계사부도(雙溪寺浮屠)는 대한민국 충청남도 논산시 양촌면, 쌍계사에 있는 승탑이다. 1984년 5월 17일 충청남도의 문화재자료 제80호로 지정되었다.

## 개요
부도는 승려의 무덤을 상징하여 그 유골이나 사리를 모셔둔다. 쌍계사로 들어가는 입구에 마련된 이 부도밭에는 모두 9기의 부도가 자리잡고 있다. 이 절에서 돌아가신 아홉 승려의 사리를 모셔두고 있는데, 6기는 종모양을 하고 있고, 나머지 3기는 지붕돌을 갖춘 4각 부도이다.
종모양의 탑몸돌을 하고 있는 부도들은 4각 또는 6각의 바닥돌 위에 놓여 있다. 바닥돌은 연꽃무늬를 둘렀으며, 탑몸돌 꼭대기에는 꽃봉오리 모양의 돌을 얹어 머리장식을 하였다. 지붕돌을 올린 부도들은 기단(基壇) 위로 동그란 탑몸돌을 얹고 지붕돌을 덮은 모습이다. 기단에는 연꽃무늬나 구슬을 이어놓은 듯한 무늬들을 조각하여 장식해 두었다. 탑몸돌에는 읽기 힘든 상태의 글씨가 보이는데, 그 중에는 ‘혜찬대사’의 이름을 새긴 것도 있다.
모두 조선시대에 세운 것으로 추측되어 당시의 부도양식을 연구하는데 좋은 자료가 되고 있다.

## 같이 보기
- 쌍계사

## 참고 자료
- 쌍계사부도 - 국가유산청 국가유산포털